# 182 Ельза
182 Ельза (182 Elsa) — астероїд головного поясу, відкритий 7 лютого 1878 року.